# Abanar
Abanar (em persa: اب انار, também romanizada como Ābānār e Āb-e Anār) é uma aldeia do distrito rural de Abanar, no condado de Abdanan, da província de Ilam, Irã.
No censo de 2006, sua população era de 1 064 habitantes, em 179 famílias.